# Europacup I hockey vrouwen 2009
De 36ste editie van de Europacup I voor vrouwen werd gehouden van 29 mei tot en met 1 juni 2009 in 's-Hertogenbosch. Er deden acht teams mee, verdeeld over twee poules. Hockeyclub 's-Hertogenbosch was de titelverdediger en won deze editie ook voor de 10de keer op rij.

## Poule-indeling

### Eindstand Groep A
| Team                   | Pnt | GS | W | G | V | DV | DT | DS  |
| ---------------------- | --- | -- | - | - | - | -- | -- | --- |
| 1. HC 's-Hertogenbosch | 9   | 3  | 3 | 0 | 0 | 15 | 0  | +15 |
| 2. Atasport            | 4   | 3  | 1 | 1 | 1 | 10 | 6  | +4  |
| 3. Slough HC           | 4   | 3  | 1 | 1 | 1 | 10 | 7  | +3  |
| 4. Royal Antwerp HC    | 0   | 3  | 0 | 0 | 3 | 2  | 24 | −22 |

### Eindstand Groep B
| Team                | Pnt | GS | W | G | V | DV | DT | DS  |
| ------------------- | --- | -- | - | - | - | -- | -- | --- |
| 1. Berliner HC      | 9   | 3  | 3 | 0 | 0 | 11 | 1  | +10 |
| 2. CD Terrassa      | 6   | 3  | 2 | 0 | 1 | 7  | 8  | −1  |
| 3. Volga Telecom    | 3   | 3  | 1 | 0 | 2 | 4  | 9  | −5  |
| 4. Dinamo Sumchanka | 0   | 3  | 0 | 0 | 3 | 2  | 6  | −4  |

## Poulewedstrijden

### Vrijdag 29 mei 2009
- 10:00 B CD Terrassa - Dinamo Sumchanka 2-1 (1-0)
- 12:00 B Berliner HC - Volga Telecom 4-0 (2-0)
- 14:00 A Atasport - Slough HC 2-2 (1-0)
- 16:00 A 's-Hertogenbosch - Royal Antwerp HC 8-0 (4-0)

### Zaterdag 30 mei 2009
- 10:00 B CD Terrassa - Volga Telecom 4-2 (2-1)
- 12:00 B Berliner HC - Dinamo Sumchanka 2-0 (1-0)
- 14:00 A Atasport - Royal Antwerp HC 8-2 (3-1)
- 16:00 A 's-Hertogenbosch - Slough HC 5-0 (3-0)

### Zondag 31 mei 2009
- 10:00 B Volga Telecom - Dinamo Sumchanka 2-1 (0-1)
- 12:00 B CD Terrassa - Berliner HC 1-5 (1-3)
- 14:00 A Slough HC - Royal Antwerp HC 8-0 (3-0)
- 16:00 A 's-Hertogenbosch - Atasport 2-0 (1-0)

## Finales

### Maandag 1 juni 2009
- 08.00 4e A - 3e B Royal Antwerp HC - Volga Telecom 1-2 (1-0)
- 10.45 3e A - 4e B Slough HC - Dinamo Sumchanka 3-4 (0-2)
- 13.00 2e A - 2e B Atasport - CD Terrassa 1-1 (1-0)
- 15.15 1e A - 1e B 's-Hertogenbosch - Berliner HC 9-1 (4-0)

## Einduitslag
1.  's-Hertogenbosch 

2.  Berliner HC 

3.  Atasport 

4.  CD Terrassa 

5.  Volga Telecom 

5.  Dinamo Sumchanka 

7.  Slough HC 

7.  Royal Antwerp HC

## Kampioen
| Europacup I 2009               |
| ------------------------------ |
| HC 's-Hertogenbosch 10de titel |